# 戴維斯 (北卡羅萊納州)
戴維斯（英語：Davis）是位於美國北卡羅萊納州加特利縣的普查規定居民點。

## 人口
根據2020年美國人口普查的數據，戴維斯的面積為5.69平方千米，當中陸地面積為5.65平方千米，而水域面積為0.04平方千米。當地共有人口311人，而人口密度為每平方千米54.66人。